# Anders Rosén (vänsterpartist)
Anders Olof Rosén, född 19 november 1959 i Sandviken, är en vänsterpartistisk politiker och kommunalråd i Upplands Väsby kommun  2014–2018. Rosén har en bakgrund som lärare och rektor på Skeppsholmens folkhögskola, där han jobbade innan sin politiska karriär. Han studerade samhällsplanerarlinjen på Stockholms universitet mellan åren 1987 och 1992.
Anders Rosén har och har haft flertalet förtroendeuppdrag i Upplands Väsby kommun, såsom kommunfullmäktige, kommunstyrelsen, utbildningsnämnden, 2:a vice ordförande i kultur- och fritidsnämnden, ledamot i kommunstyrelsens teknik- och fastighetsutskott, näringslivs- och kompetensutskottet, miljö- och planutskottet, med flera.
Efter valet 2002 är han anställd på V:s kansli i Region Stockholm som politisk sekreterare med ansvar för regionstyrelse och budgetsamarbete med den styrande mittenkoalitionen.